# Sébastien Vigier
Sébastien Vigier (Palaiseau, 18 de abril de 1997) é um desportista francês que compete no ciclismo na modalidade de pista, especialista na prova de velocidade por equipas.
Ganhou quatro medalhas no Campeonato Mundial de Ciclismo em Pista, nos anos 2017 e 2019, e cinco medalhas no Campeonato Europeu de Ciclismo em Pista entre os anos 2017 e 2019.

## Medalheiro internacional
| Campeonato Mundial | Campeonato Mundial         | Campeonato Mundial | Campeonato Mundial     |
| Ano                | Lugar                      | Medalha            | Competição             |
| ------------------ | -------------------------- | ------------------ | ---------------------- |
| 2017               | Hong Kong ( China)         | Medalha de bronze  | Velocidade por equipas |
| 2018               | Apeldoorn ( Países Baixos) | Medalha de bronze  | Velocidade individual  |
| 2018               | Apeldoorn ( Países Baixos) | Medalha de bronze  | Velocidade por equipas |
| 2019               | Pruszków ( Polónia)        | Medalha de prata   | Velocidade por equipas |
| Campeonato Europeu |                            |                    |                        |
| Ano                | Lugar                      | Medalha            | Competição             |
| 2017               | Berlim ( Alemanha)         | Medalha de ouro    | Velocidade individual  |
| 2017               | Berlim ( Alemanha)         | Medalha de ouro    | Velocidade por equipas |
| 2018               | Glasgow ( Reino Unido)     | Medalha de prata   | Velocidade por equipas |
| 2018               | Glasgow ( Reino Unido)     | Medalha de prata   | Keirin                 |
| 2019               | Apeldoorn ( Países Baixos) | Medalha de bronze  | Velocidade por equipas |